# Шаламов, Владимир Григорьевич
Владимир Григорьевич Шаламов (7 [19] января 1836 — 15 [27] марта 1887) — русский архитектор, гражданский инженер. Автор ряда жилых и общественных зданий в Санкт-Петербурге. Действительный статский советник.

## Биография

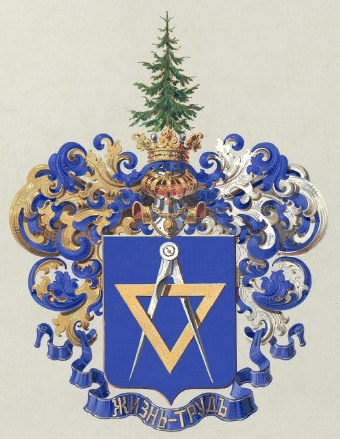
Герб рода Владимира Шаламова

Родился 7 (19) января 1836 года. В 1850 году поступил в Петербургское строительное училище, которое окончил в 1855 году по первому разряду со званием архитекторского помощника. В том же году назначен в распоряжение генерал-майора Кербедза для производства изысканий и составления проекта железной дороги от Вильно до Ковно на соединение с кенигсбергской железной дорогой. Служил в ТСК МВД (1867—1887). Работал в Харькове, Змиёве, Житомире.
Впоследствии служил при петербургской городской управе и занимал должность архитектора Васильевской и Петербургской частей. Автор множества частных и общественных зданий в Петербурге.
Действительный член Петербургского общества архитекторов. Получил чин действительного статского советника, что давало право получения потомственного дворянства. В 1887 году В. Г. Шаламов и его сын Борис (1873—1890) были занесены в третью часть дворянской родословной книги.
Скончался 15 (27) марта 1887 года, похоронен на Новодевичьем кладбище в Петербурге.

## Проекты и постройки

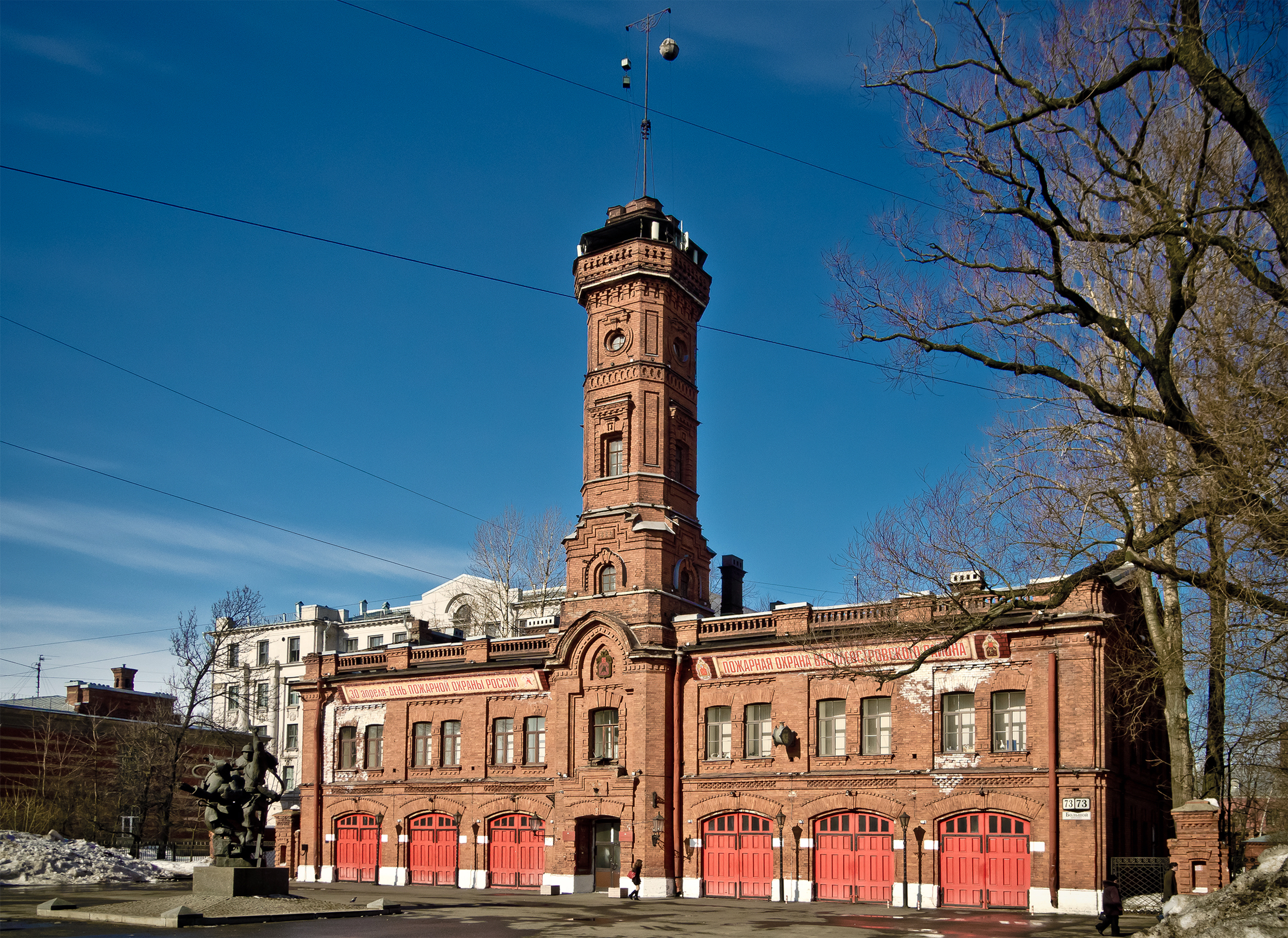
9-я пожарная часть. Большой проспект ВО, 71—73 (1882—1884)

### Санкт-Петербург
- Доходный дом Талыпиных. Большой Сампсониевский проспект, 47 — улица Смолячкова, 11 (1876; не сохранился)[8];
- Здание римско-католической семинарий (перестройка). Проспект Римского-Корсакова, 49 (1878)[4];
- Особняк А. М. Васильева. Большой проспект Петроградской стороны, 42 — Стрельнинская улица, 2 — Колпинская улица, 1 (1878—1879)[4];
- Особняк и фабрика А. Л. Санисковского. Ждановская улица, 27 (1879)[4];
- Особняк А. И. Стратоновича. Английский проспект, 56 (1879)[4];
- Жилой флигель. 13-я линия, 18, двор (1879—1880)[4];
- Особняк и магазин скульптурных изделий Р. Гинкельдейна. 19-я линия, 12 (1881; надстроен)[9][10];
- Особняк Н. П. Семенова со службами. Улица Яблочкова, 12 (1881; не сохранился)[11][12];
- Доходный дом. Бугский переулок, 6, левая часть (1881—1882)[4];
- Здание типографии А. С. Суворина. Улица Чехова, 13 (1882—1883; надстроено)[4];
- Полицейский дом и пожарная команда Васильевской части. Большой проспект Васильевского острова, 71—73 — 21-я линия, 20 (1882—1884)[4];
- Производственный корпус завода Г. Г. Сименса. Набережная реки Смоленки, 6 (1883; надстроен)[4];
- Особняк Шуваловой. Косая линия, 3, левая часть (1883; перестроен)[4];
- Жилой флигель. 24-я линия, 3—7, левая часть (1884)[4].

### Другие места
- Укрепление развалин Васильевской церкви в Овруче (1870-е)[13].